# Zwerg-Blütenspanner
Der Zwerg-Blütenspanner (Eupithecia pygmaeata), auch Hornmieren-Blütenspanner genannt, ist ein Schmetterling (Nachtfalter) aus der Familie der Spanner (Geometridae). Das Artepitheton basiert auf dem lateinischen Wort pygmaeus mit der Bedeutung „zwerghaft“ und bezieht sich auf die geringe Größe der Falter.

## Merkmale

### Falter
Die Falter erreichen eine Flügelspannweite von 12 bis 18 Millimetern und zählen damit zu den kleinsten Blütenspannerarten. Sämtliche Flügel besitzen eine graubraune bis rotbraune Grundfarbe. Frisch geschlüpfte Exemplare zeigen oftmals einen leichten Kupferglanz. Zuweilen heben sich schwache helle Querlinien ab, die bei fortschreitender Lebensdauer jedoch ebenso wie der Kupferglanz verblassen. Am Innenwinkel befindet sich auf der Vorderflügeloberseite ein kleiner weißer, kreisrunder Fleck.

### Raupe
Die Raupen sind grünlich oder hellbraun gefärbt und zeigen dunkelbraune Rücken- und Nebenrückenlinien sowie eine lockere kurze Behaarung. Die Rückenlinie ist auf den Segmenten zuweilen erweitert.

### Puppe
Die Puppe ist bräunlich gefärbt, die Flügelscheiden schimmern oftmals leicht grünlich. Der Kremaster ist mit insgesamt acht Hakenborsten versehen, deren mittleres Paar kräftiger ausgebildet ist.

### Ähnliche Arten
- Der Wachtelweizen-Blütenspanner (Eupithecia plumbeolata) ist heller gefärbt  und ihm fehlt der weiße Fleck am Innenwinkel der Vorderflügel.[2]
- Der Baldrian-Blütenspanner (Eupithecia valerianata) ist heller graubraun gefärbt und zeigt einen länglichen weißen Fleck am Innenwinkel der Vorderflügel.

Wie bei vielen Blütenspanner-Arten ist eine eindeutige Bestimmung oft nur mittels einer  genitalmorphologischen Untersuchung zu erreichen.

## Verbreitung, Vorkommen und Unterarten
Die Art ist im Westen von Spanien und Frankreich bis zu den Britischen Inseln, im Süden bis Italien und Rumänien und im Norden bis über den Polarkreis hinaus verbreitet. Ihr Areal erstreckt sich ostwärts bis nach Sibirien und in die Mongolei sowie weiter nach Kamtschatka und Japan. 2010 wurde die Art erstmals in der Schweiz nachgewiesen. Der Zwerg-Blütenspanner kommt auch in Nordamerika vor und ist in British Columbia durch die Unterart Eupithecia pygmaeata obumbrata vertreten.
Die Art besiedelt in erster Linie Auen- und Bruchwälder, Moore, Flussufer und sumpfige Wiesen. Die Höhenverbreitung in Südtirol reicht bis auf 1800 Meter.

## Lebensweise
Die Falter sind überwiegend tagaktiv. Es ist damit in Mitteleuropa die einzige Blütenspannerart, die vorzugsweise am Tage fliegt. Die wahrscheinlichste Erklärung für dieses Verhalten ist die Tatsache, dass die Weibchen die Eier mitten in die Blüten der Nahrungspflanzen legen, diese jedoch ihre Blüten am Abend und in der Nacht schließen. Zur Nahrungsaufnahme besuchen die Falter Blüten, beispielsweise diejenigen von Hornkräutern (Cerastium), Sternmieren (Stellaria) oder Kriechendem Hahnenfuß (Ranunculus repens). In der Nacht fliegen sie gelegentlich auch künstliche Lichtquellen an. Hauptflugzeit sind die Monate Mai und Juni. Im Süden fliegt zuweilen eine zweite Generation im Spätsommer. Die Raupen leben von Juli bis September. Sie ernähren sich in erster Linie von den Blüten und Früchten des Gewöhnlichen Hornkrauts (Cerastium fontanum), der Hain-Sternmiere (Stellaria nemorum) oder des Gemeinen Wasserdarms (Stellaria aquatica). In frühen Stadien leben sie vollkommen verborgen in der Blüte. Die Puppen überwintern, zuweilen dreimal.

## Gefährdung
Der Zwerg-Blütenspanner kommt in Deutschland in den einzelnen Bundesländern in sehr unterschiedlicher Anzahl vor, fehlt gebietsweise, ist verschollen oder gefährdet und wird in Brandenburg auf der Roten Liste gefährdeter Arten „auf der Vorwarnliste“ sowie in Baden-Württemberg als „vom Aussterben bedroht“ eingestuft.